# Inestabilitat

Una pilota al cim d'un turó és una situació inestable.

En els sistemes dinàmics, la inestabilitat significa que algunes de les sortides o estats interns augmenten amb el temps, sense límits. No tots els sistemes que no són estables són inestables; Els sistemes també poden ser marginalment estables o mostrar un comportament de cicle límit.
En enginyeria estructural, una biga o columna estructural es pot tornar inestable quan s'aplica una càrrega de compressió excessiva. Més enllà d'un determinat llindar, les deflexions estructurals augmenten les tensions, que al seu torn augmenten les deflexions. Això pot adoptar la forma de pandeig o paralització. El camp general d'estudi s'anomena estabilitat estructural.
La inestabilitat atmosfèrica és un component important de tots els sistemes meteorològics de la Terra.

## Inestabilitat en els sistemes de control
En la teoria dels sistemes dinàmics, es diu que una variable d'estat en un sistema és inestable si evoluciona sense límits. Es diu que un sistema en si és inestable si almenys una de les seves variables d'estat és inestable.
En la teoria del control del temps continu, un sistema és inestable si alguna de les arrels de la seva equació característica té una part real més gran que zero (o si zero és una arrel repetida). Això és equivalent a qualsevol dels valors propis de la matriu d'estats que tingui una part real més gran que zero o, per als valors propis de l'eix imaginari, que la multiplicitat algebraica sigui més gran que la multiplicitat geomètrica. La condició equivalent en temps discret és que almenys un dels valors propis sigui més gran que 1 en valor absolut, o que dos o més valors propis siguin iguals i de valor absolut unitari.

## Inestabilitat en mecànica de sòlids
- Pavelló
- Inestabilitat elàstica
- Estabilitat de Drucker d'un model constitutiu no lineal
- Inestabilitat de Biot (arrugues superficials en elastòmers)
- Inestabilitat baroclínica[4]

## Inestabilitats de fluids
Les inestabilitats de fluids es produeixen en líquids, gasos i plasmas, i sovint es caracteritzen per la forma que es formen; s'estudien en dinàmica de fluids i magnetohidrodinàmica.